# Stadio del Nuoto (Frosinone)
Lo stadio del Nuoto di Frosinone è una struttura sportiva della città di Frosinone. Si trova in zona Casaleno, nei pressi dello Stadio Benito Stirpe e del Palazzetto dello Sport.

## Storia
Inaugurata nel giugno del 2009 con l'amichevole di pallanuoto tra Italia e Grecia, è situato in località Casaleno, a ridosso del palazzetto dello sport "Città di Frosinone".
Ha ospitato parte degli allenamenti di pallanuoto per i Campionati mondiali di nuoto 2009 di Roma ed è un centro nazionale di allenamento per gli atleti di nuoto.

## Struttura
La struttura, gestita dalla Bellator Frusino SSD, è  composta da:
- una vasca coperta da 25x12 m per uso riscaldamento;
- una vasca coperta da 33x25 m omologata per le gare di pallanuoto.

È prevista anche la realizzazione di una piscina olimpionica scoperta (50x25 m).
Sui due lati delle piscine è presente una tribune dalla capienza complessiva di 500 spettatori.
Oltre agli spogliatoi e alle docce, fanno parte della struttura anche una palestra di 200 m2, una sala per il pronto soccorso e un terrazzo per uso solarium. In tutto si tratta di uno spazio di circa 7000 m2 su tre livelli.

## Trasporti
Il palazzetto sorge nelle vicinanze della locale stazione ferroviaria, non lontano dal casello autostradale di Frosinone sull'A1, appena al di fuori dalla zona centrale della città, ed è raggiungibile con vari mezzi di trasporto:
- in automobile, dall'A1 nel tratto Roma-Napoli, uscendo al casello di Frosinone e proseguendo per la Strada statale 156 dei Monti Lepini in direzione nord, per poi percorrere via Michelangelo ed arrivare a destinazione su viale Olimpia;
- in treno, scendendo alla stazione di Frosinone, servita dalla ferrovia Roma-Cassino-Napoli, distante circa 2 km dallo Stadio del Nuoto;
- con gli autobus extraurbani gestiti da COTRAL, che operano collegamenti quotidiani da e per Roma e altre località della provincia frusinate e del Lazio;
- con gli autobus urbani del trasporto pubblico locale gestito da GEAF (linea B, linea C, linea 9 o linea 20) dal capolinea di Piazza Sandro Pertini, nei pressi della stazione ferroviaria;
- in taxi dalla già citata stazione ferroviaria.